# The Wharf Rat
The Wharf Rat és una pel·lícula muda dirigida per Chester Withey i protagonitzada per Mae Marsh, Spottiswoode Aitken i Robert Harron. Basada en una història d'Anita Loos, es va estrenar el 9 de desembre de 1916. Es considera una pel·lícula perduda.

## Argument
Polly és una òrfena que porta una vida infeliç amb la seva madrastra, la senyora McCracken, i el seu germanastre Roy. Quan Roy intenta forçar-la, el seu avi li colpeja al cap deixant-lo inconscient. Pensant que Roy ha mort, Polly i el seu avi fugen del poble en un vaixell de vapor i s'instal·len a la cabina d'un vell vaixell al moll d'una altra ciutat. Allà sobreviuen com a músics de carrer. Per tal d’evitar ser reconeguts, l'avi s'afaita la barba i Polly es disfressa de noi. Manté aquesta disfressa fins i tot quan coneix i se sent atreta per Eddie Douglas, un noi que afirma odiar les dones i que treballa a l'oficina de fusta del seu pare. Tanmateix, quan de sobte Eddie mostra interès per una altra noia, Polly decideix revelar que es una noia i portar un vestit. Aleshores és reconeguda per un policia que els ha seguit i el seu avi és arrestat no per assassinat (Roy va sobreviure) sinó per segrest. La senyora McCracken ve a recuperar la seva afillada però de camí a casa en un vaixell de vapor, Polly salta per la borda. Just quan està a punt d'ofegar-se a les aigües agitades, apareixen l'avi Eddie en una barca a motor que han requisat i la rescaten de manera que tot acaba feliçment.

## Repartiment
- Mae Marsh (Polly, l’orfena)
- Robert Harron (Eddie Douglas)
- Spottiswoode Aitken (avi)
- Josephine Crowell (senyora McCracken)
- Pauline Starke (Flo, filla del vigilant)
- William H. Brown (vigilant)
- Jack Brammall (Roy)